# Griekenland op het Eurovisiesongfestival 2021
Griekenland nam deel aan het Eurovisiesongfestival 2021 in Rotterdam, Nederland. Het was de 41ste deelname van het land aan het Eurovisiesongfestival. De ERT was verantwoordelijk voor de Griekse bijdrage van 2021.

## Selectieprocedure

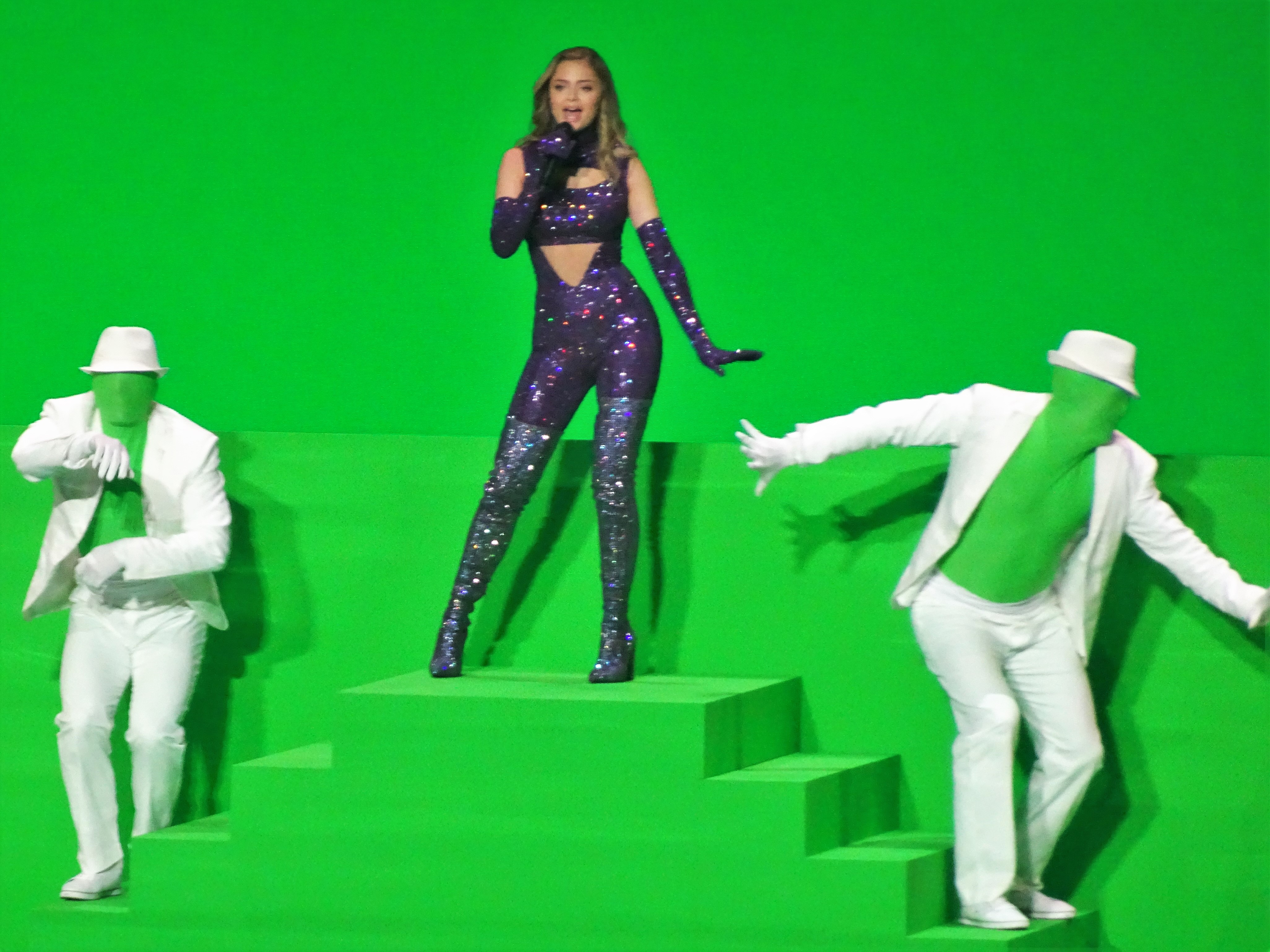
Tijdens de show maakte Griekenland gebruik van een green screen op het podium.

Nadat het Eurovisiesongfestival 2020 werd geannuleerd vanwege de COVID-19-pandemie, maakte de Griekse openbare omroep reeds op 18 maart 2020 bekend dat het ook in 2021 zou deelnemen aan het Eurovisiesongfestival. Stefania, die eerder intern was geselecteerd om haar vaderland te vertegenwoordigen op het Eurovisiesongfestival 2020, werd door de omroep wederom voorgedragen voor deelname aan de komende editie van het festival.
Op 7 januari 2021 werd bekend dat de Griekse bijdrage als titel Last dance zou krijgen. Het nummer zelf werd op 10 maart 2021 vrijgegeven.

## In Rotterdam
Griekenland trad aan in de tweede halve finale, op donderdag 20 mei 2021. Stefania was als vierde van zeventien acts aan de beurt, net na Benny Cristo uit Tsjechië en gevolgd door Vincent Bueno uit Oostenrijk. Griekenland eindigde uiteindelijk op de zesde plaats met 184 punten en wist zich zo verzekerd van een plaats in de finale.
In de finale was Stefania als tiende van 26 acts aan de beurt, net na James Newman uit het Verenigd Koninkrijk en gevolgd door Gjon's Tears uit Zwitserland. Griekenland eindigde uiteindelijk op de tiende plaats, met 170 punten. Griekenland kreeg 12 punten van Cyprus (Jury en televote), van het Georgische publiek, en de Franse vakjury. 
1974 · 1975 · 1976 · 1977 · 1978 · 1979 · 1980 · 1981 · 1982 · 1983 · 1984 · 1985 · 1986 · 1987 · 1988 · 1989 · 1990 · 1991 · 1992 · 1993 · 1994 · 1995 · 1996 · 1997 · 1998 · 1999-2000 · 2001 · 2002 · 2003 · 2004 · 2005 · 2006 · 2007 · 2008 · 2009 · 2010 · 2011 · 2012 · 2013 · 2014 · 2015 · 2016 · 2017 · 2018 · 2019 · 2020 · 2021 · 2022 · 2023 · 2024 · 2025
Albanië · Australië · Azerbeidzjan · België · Bulgarije · Cyprus · Denemarken · Duitsland · Estland · Finland · Frankrijk · Georgië · Griekenland · Ierland · IJsland · Israël · Italië · Kroatië · Letland · Litouwen · Malta · Moldavië · Nederland · Noord-Macedonië · Noorwegen · Oekraïne · Oostenrijk · Polen · Portugal · Roemenië · Rusland · San Marino · Servië · Slovenië · Spanje · Tsjechië · Verenigd Koninkrijk · Zweden · Zwitserland